# Lamborghini American Challenge
Lamborghini American Challenge (lanzado anteriormente como Crazy Cars III) es un videojuego de carreras de 1994 desarrollado y publicado por Titus France para Super NES, Amiga CD32, Atari ST, Commodore 64, Game Boy y PC DOS.
El juego es esencialmente una actualización de la entrega anterior de Titus en la franquicia Crazy Cars, Crazy Cars III. Agrega un modo de dos jugadores y algunas opciones más, la característica más notable del juego es su banda sonora de jazz fusión.

## Jugabilidad
El objetivo de este juego es acabar con el campeón indiscutible de las carreras callejeras ilegales en todo Estados Unidos. Para hacerlo, el jugador debe competir contra un grupo de oponentes controlados por computadora en una variedad de razas ilegales en todo el país. Las carreras se dividen en tres ligas, cada una con oponentes cada vez más difíciles, y el jugador necesita actualizar regularmente su Lamborghini Diablo para mantenerlos por encima de los otros corredores, utilizando la moneda estadounidense de las apuestas, así como de las bonificaciones obtenidas al tener éxito en las carreras en primer lugar.

## Escenarios
Las carreras en sí tienen lugar en una variedad de escenarios (caminos de montaña, el desierto, entornos urbanos) e incluyen condiciones climáticas como la lluvia y la nieve. Al final de cada liga, y para poder unirse a la siguiente, el jugador debe pasar por un "desafío", que consiste en una carrera cronometrada en una carretera infestada de camiones.

## Periféricos
La versión Super NES es compatible con Super NES Mouse y Super Scope. Cuando el juego se juega con cualquiera de los accesorios, el jugador puede acceder a un modo de juego diferente en el que es posible destruir al oponente disparándole (el modo de apuesta original no está presente). El infame sistema de guardado de versiones de computadora también se sustituye por un sistema de contraseña.

## Recepción
Tony Dillon de  CU Amiga  le dio a la versión de Amiga una calificación de 88 por ciento y lo calificó como "el juego más competente y agradable que Titus haya producido, y un juego que vale la pena tener. Puede que no sea tan sencillo como   Lotus , tan rápido como  F1  o tan jugable como Jaguar, pero sigue siendo un juego genial". Computer Gaming World le dio al juego tres estrellas de cinco, declarando que "Para emociones y derrames directos, [podría] ser el boleto".